# Isla Larga (Los Roques)
Isla Larga o Cayo Largo (a veces también denominada Cayo Lanquí), es una de las islas del Mar Caribe que forman parte del Archipiélago Los Roques que pertenece a Venezuela, administrativamente forma parte de las Dependencias Federales y  hasta 2011 de la Autoridad Única de Área de los Roques año en el cual pasó a formar parte del Territorio Insular Francisco de Miranda.
.
Es uno de los cayos más grandes de todo el conjunto que forman Los Roques, forma parte de la llamada "Zona de Protección integral" a la que no está permitida la entrada salvo por razones de protección ambiental o por investigación científica previa autorización de las autoridades del parque.
Su nombre se debe a su forma particular con numerosos manglares y una forma alargada. En otras fuentes se le denomina Lanquí o Landky, probablemente una corrupción de la forma inglesa (Long Key literalmente Cayo Largo).

## Ubicación
Está ubicada en el centro del parque nacional, al norte de la ensenada o bajos de los Roques, al sur de Crasquí y Espenquí, y al oeste de Rabusquí.

## Geografía
La isla tiene una forma estrecha y alargada alcanzó unos 4 km² (400 hectáreas) de superficie aproximadamente, posee hermosas playas y una barrera natural de corales que la protege de los vientos del sector.